# Mältan
Mältan är en småort i Rödeby socken i Karlskrona kommun i Blekinge län.